# 李楼乡 (郸城县)
李楼乡，是中华人民共和国河南省周口市郸城县下辖的一个乡镇级行政单位。

## 行政区划
李楼乡下辖以下地区：
李楼村、李庄村、三村、陆油坊村、贺庄村、邓鱼池村、谭园村、丁集村、后王寨村、孔楼村、吴庄村、大郭庄村、砖寺村、张位堂村、袁张桥村、田寨村、孔集村、李大寨村、土赵庄村、徐寨村、大贾庄村、魏张村、大宋村、洼李庄村和李小楼村。